# Ferris Bueller (série de televisão)
Ferris Bueller é uma série de televisão estadunidenste de sitcom, baseada no filme de 1986, Ferris Bueller's Day Off (br: Curtindo a Vida Adoidado/ pt: O Rei dos Gazeteiros), do diretor John Hughes. Iniciada em 23 de agosto de 1990, transmitida pela NBC, foi cancelada ainda na primeira temporada, poucos meses após a estreia. Era estrelada por Charlie Schlatter no papel-título (que havia sido feito por Matthew Broderick, no filme). A irmã de Ferris, Jeannie Bueller, foi interpretada por uma então quase desconhecida Jennifer Aniston. A série foi produzida pela Paramount Television, em associação com a produtora Maysh Ltd.

## Sinopse
Embora seja baseada no filme, a série não foi uma continuação canônica, mas foi criada para retratar a si mesma como sendo as situações da "vida real" nas quais o filme era vagarmente baseado. No episódio piloto, Ferris (Schlatter) refere-se ao filme e expressa seu descontentamento em Matthew Broderick, retratando-o, chegando até a destruir um pôster de papelão em tamanho real de Broderick com uma motosserra. No entanto, nenhuma outra referência ao filme dentro da série é mostrada depois disso. Como no filme, a série focava em Ferris Bueller e em suas experiências de colegial na Ocean Park High, lidando com seu melhor amigo Cameron (Brandon Douglas), seu interesse amoroso Sloan (Ami Dolenz) e a irmã Jeannie (Jennifer Aniston).
Embora o filme tenha sido ambientado em Chicago, a série foi ambientada em Santa Monica. Como o filme, Ferris é amado por todos como o "cara legal no campus". Ele é extremamente popular, suave, perspicaz e um mestre de cerimônias que freqüentemente quebra a quarta parede. Cameron ainda é um neurótico depressivo que, através de Ferris, é capaz de relaxar ocasionalmente. Sloan é retratada ligeiramente diferente, pois ela não é completamente enrolada por Ferris e tem que ser conquistada algumas vezes. Ed Rooney é o principal antagonista e sempre tenta capturar Ferris, mas geralmente acaba frustrado ou humilhado. Sua secretária, Grace, não é mais aquela mulher sarcástica e conselheira, mas uma preguiçosa e passiva, com uma queda não correspondida por Ed. Jeannie está constantemente em desacordo com Ferris e ele sendo favorecido por todos. Embora ela possa ser antagônica, ela provou não ser toda má, ainda que a contragosto. No filme, os nomes do Sr. e Sra. Bueller são Katie e Tom, mas na série eles são Barbara e Bob.

## Elenco
- Charlie Schlatter como Ferris Bueller (13 episódios)
- Richard Riehle como Principal Ed Rooney (13 episódios)
- Sam Freed como Bill Bueller (13 episódios)
- Jennifer Aniston como Jeannie Bueller (13 episódios)
- Ami Dolenz como Sloan Peterson (13 episódios)
- Brandon Douglas como Cameron Frye (13 episódios)
- Judith Kahan como Grace (13 episódios)
- Cristine Rose como Barbara Bueller (13 episódios)

### Recorrente
- Jeff Maynard como Arthur Petrelli (10 episódios)
- Jerry Tullos como Sr. Rickets (3 episódios)
- David Glasser como Dork (3 episódios)
- Brandon Rane como Wimp (3 episódios)
- Chris Claridge como Estudante #2/Surfista/Tim (3 episódios)
- Bojesse Christopher como Greaser (3 episódios)
- Jim DeMarse como Sr. Prescott/Sr. Tenser (2 episódios)
- Tai Thai como Noi (2 episódios)

## Audiência e cancelamento
Ferris Bueller foi exibido nas noites de segunda-feira, junto a The Fresh Prince of Bel-Air, que também estava em sua primeira temporada. A aprovação foi positiva, no início, mas declinou rapidamente nas semanas seguintes. Apesar disto, continuou a ter resultados bastante positivos no público entre 12 e 17 anos de idade. A série foi cancelada em dezembro de 1990, sendo substituída por Blossom, que ficou por sua vez cinco anos em exibição. Um episódio extra foi exibido em agosto de 1991.
A série foi recebida negativamente pela maioria dos críticos. Como exemplo tem-se o crítico John J. O'Connor de The New York Times, que escreveu ser a versão do Ferris interpretada pelo "sorridente" Schlatter "capaz de provavelmente deixar os espectadores instintivamente protegendo suas carteiras". Alguns críticos, porém, consideraram Ferris Bueller como uma das melhores estreias daquele ano.
A série foi também comparada com outra que usava conceitos similares, e que estreou pela Fox no mesmo mês, Parker Lewis Can't Lose. Parker Lewis, entretanto, teve melhor sorte, ficando por três temporadas.

## Opinião de John Hughes
John Hughes, criador do personagem, declarou em entrevista que sempre foi contra a transformação do filme em seriado televisivo; segundo o diretor, ele sabia que situações como Ferris falando direto para a câmara não iriam funcionar, por serem muito difíceis de serem feitas - e que havia avisado isto.

## Episódios
| Ep # | Título                              | Data de exibição       |
| ---- | ----------------------------------- | ---------------------- |
| 1    | Piloto                              | 23 de agosto de 1990   |
| 2    | "Behind Every Dirtbag"              | 17 de setembro de 1990 |
| 3    | "Custodian Of the People"           | 24 de setembro de 1990 |
| 4    | "Without You I'm Nothing"           | 1 de outubro de 1990   |
| 5    | "Between a Rock and Rooney's Place" | 8 de outubro de 1990   |
| 6    | "A Dog and His Boy"                 | 15 de outubro de 1990  |
| 7    | "Ferris Bueller Can't Win"          | 22 de outubro de 1990  |
| 8    | "Sloan Again, Naturally"            | 5 de novembro de 1990  |
| 9    | "Scenes From a Grandma"             | 12 de novembro de 1990 |
| 10   | "Stand-In Deliver"                  | 26 de novembro de 1990 |
| 11   | "Baby You Can't Drive My Car"       | 2 de dezembro de 1990  |
| 12   | "Grace Under Pressure"              | 16 de dezembro de 1990 |
| 13   | "A Night In the Life"               | 11 de agosto de 1991   |